# Raveline Alekseïevski
La Raveline Alekseïevski (en russe : Алексеевский равелин) est un ravelin ou demi-lune situé à l'ouest de la Forteresse Pierre et Paul à Saint-Pétersbourg. Elle protégeait le bastion Troubetskoï (ru) et le bastion Zotov, ainsi que la courtine Vassilievski et la porte Vassilievski. Elle a abrité une prison de 1769 à 1884.

## Nom
Son nom lui a été donné en l'honneur du père Pierre le grand, Alexis Ier. Contrairement à une idée reçue, il n'est pas lié à celui du tsarévitch Alexeï Petrovitch, détenu dans le bastion Troubetskoï.

## Prison
En 1769 , une prison en bois est construite dans la raveline. En 1797, elle est remplacée par une prison de 20 cellules en pierre, la « maison secrète » («Секретным домом»). Parmi les détenus ont figuré des decabristes, des participants à l'Insurrection polonaise de novembre 1830-1831 des membres de Fraternité Saints-Cyrille-et-Méthode, du cercle de Petrachevski ou de Narodnaïa volia, jusqu'en 1884. Beaucoup de ces derniers y sont morts en prison en 1882-1884.
En 1884, les détenus ont été transférés dans la  Forteresse de Schusselbourg. La raveline n'est alors plus utilisée comme prison.
En 1895, elle est détruite, et le fossé qui l'entourait est comblé.

## Détenus célèbres
- Mikhaïl Bakounine
- Gavriil Batenkov
- Mikhaïl Petrachevski
- Fiodor Dostoïevski
- Piotr Kakhovski
- Dmitri Karakozov
- Nikolaï Morozov
- Serge Netchaïev
- Pavel Pestel
- Kondrati Ryleïev
- Princesse Tarakanova
- Sergueï Troubetskoï (ru)
- Nikolaï Tchernychevski